# 南港北
南港北（なんこうきた）は、大阪府大阪市住之江区にある町名。現行行政地名は南港北一丁目から南港北三丁目。

## 地理
住之江区の北西部に位置し、東に南港東と接していて、他は大阪湾に囲まれている。

## 歴史

### 沿革
- 1975年（昭和50年）、住之江区南港東1 - 9丁目地先の埋立地に、南港北1丁目起立。
- 1978年（昭和53年）、埋立地を編入して、南港北2 - 3丁目成立[5]。

## 世帯数と人口
2024年（令和6年）9月30日現在（大阪市発表）の世帯数と人口は以下の通りである。
| 丁目         | 世帯数    | 人口    |
| ------------ | --------- | ------- |
| 南港北一丁目 | 1,813世帯 | 4,071人 |
| 南港北二丁目 | 71世帯    | 71人    |
| 南港北三丁目 | 0世帯     | 0人     |
| 計           | 1,884世帯 | 4,142人 |

### 人口の変遷
国勢調査による人口の推移。
| 1995年（平成7年）  | 27人    | [ 6 ]  |  |
| 2000年（平成12年） | 22人    | [ 7 ]  |  |
| 2005年（平成17年） | 382人   | [ 8 ]  |  |
| 2010年（平成22年） | 3,014人 | [ 9 ]  |  |
| 2015年（平成27年） | 4,016人 | [ 10 ] |  |
| 2020年（令和2年）  | 4,028人 | [ 11 ] |  |

### 世帯数の変遷
国勢調査による世帯数の推移。
| 1995年（平成7年）  | 22世帯    | [ 6 ]  |  |
| 2000年（平成12年） | 15世帯    | [ 7 ]  |  |
| 2005年（平成17年） | 19世帯    | [ 8 ]  |  |
| 2010年（平成22年） | 1,083世帯 | [ 9 ]  |  |
| 2015年（平成27年） | 1,316世帯 | [ 10 ] |  |
| 2020年（令和2年）  | 1,374世帯 | [ 11 ] |  |

## 学区
市立小・中学校に通う場合、学区は以下の通りとなる。なお、小学校・中学校入学時に学校選択制度を導入しており、通学区域以外に住之江区にある小学校（自宅から概ね2km以内、学校の中心から距離で1.5km以内）・中学校から選択することも可能。
| 丁目         | 番               | 小学校               | 中学校               |
| ------------ | ---------------- | -------------------- | -------------------- |
| 南港北一丁目 | 29番             | 大阪市立南港光小学校 | 大阪市立南港北中学校 |
| 南港北一丁目 | 1〜28番 30〜33番 | 大阪市立南港桜小学校 | 大阪市立南港北中学校 |
| 南港北二丁目 | 全域             | 大阪市立南港桜小学校 | 大阪市立南港北中学校 |
| 南港北三丁目 | 全域             | 大阪市立南港桜小学校 | 大阪市立南港北中学校 |

## 事業所
2021年（令和3年）現在の経済センサス調査による事業所数と従業員数は以下の通りである。
| 丁目         | 事業所数  | 従業員数 |
| ------------ | --------- | -------- |
| 南港北一丁目 | 142事業所 | 11,786人 |
| 南港北二丁目 | 143事業所 | 3,832人  |
| 南港北三丁目 | 12事業所  | 129人    |
| 計           | 297事業所 | 15,747人 |

## 交通

### 鉄道
- 大阪市高速電気軌道
  - 中央線 コスモスクエア駅
  - 南港ポートタウン線 コスモスクエア駅 - トレードセンター前駅

### バス
2020年4月現在
- 大阪シティバス[15]
  - 17号系統：コスモスクエア駅前 → 南港北一丁目 → 見本市会場東口 → コスモスクエア南 …→… コスモスクエア南 → 見本市会場東口 → トレードセンター前 → コスモスクエア駅前
- 北港観光バス[16][17]
  - 1系統：コスモスクエア駅前 → ドコモ大阪南港ビル前 → ホテルフクラシア大阪ベイ前 → 住友生命前 → LIXIL前 → IBM前 → コスモスクエア駅前
  - 3・3A・4系統：コスモスクエア駅前

## 施設
- 大阪府咲洲庁舎
- 大阪出入国在留管理局
- 森ノ宮医療大学
- アジア太平洋トレードセンター
- インテックス大阪
- ミズノ大阪本社
- 大阪南港野鳥園
- 住之江警察署南港コスモ交番

## その他

### 日本郵便
- 〒559-0034[3]（集配局：住之江郵便局[18]）